# Biritinga
Biritinga là một đô thị thuộc bang Bahia, Brasil. Đô thị này có diện tích 430,602 km², dân số năm 2007 là 13931 người, mật độ 32,35 người/km².